# Maneki-neko
Maneki-neko (Japansk: 招き猫 bogstaveligt "bedende kat"; også kendt som vinkekat, velkomstkat og lykkekat er en almindelig japansk figur (talisman), sædvanligvis lavet af keramik, som man tror på bringer held og lykke til ejeren. Figuren afbilder en kat (traditionelt en haleløs calico japansk Bobtail) bedende med sin opadrettede pote – og er normalt udstillet i butikker, restauranter og andre forretninger – især ved indgangen. Nogle af disse skulpturer er elektriske eller batteridrevne og har en langsomt bevægende pote bedende bevægelse.
Maneki-neko kommer i forskellige farver, stil, og med forskellig mængde pynt. Udover keramik figurer fås maneki-neko også som nøgleringe og forskellig anden pynt.

## Gestik
For nogle vesterlændinge (italienere og spaniere undtaget) ser det ud til maneki-neko vinker i stedet for at bede.
 
Grunden er forskellen i måden gestik og kropssprog opfattes af nogle vesterlændinge og japanere.
I virkeligheden vinker katten ikke, den beder ved at bøje poterne nedad og op igen ifølge asiatisk gestik og kropssprog.
Den japanske bedegestik udføres ved at holde hånden og fingrene ude og gentagne gange folde fingrene ned og tilbage op, hvilket er grunden til kattens udseende. Nogle maneki-neko laves specifikt til nogle vestlige markeder, hvor kattens pote peger bagud i en bedende gestus, som er mere familiær for vesterlændinge.